# Karategi
Karategi ou Karate-gi (空手着 ou 空手衣) é a denominação formal para o uniforme de treinamento de caratê. É muito similar ao judogi, pois ambos possuem uma origem em comum.

## Características
O karategi geralmente é feito de tecido mais leve e o corte o torna um pouco mais folgado do que o judogi. Por causa da natureza do treinamento da arte marcial, que enfatiza golpear, chutar, movimentos rápidos e um leque mais limitado de agarramentos, quando comparado ao judô. A idumentária evoluiu de modo a potencializar o binômio mobilidade/velocidade, o que torna dispensáveis tecidos mais grossos e fortes exigidos para a prática de técnicas de arremessos e agarramentos.
De fato, os karategis mais baratos são muitas vezes feitos de tecidos mais finos similares aos usados em camisetas de verão, fazendos frágeis e rasgando com facilidade. Tendem a aderir à pele do praticante, criando algum desconforto quando uma transpiração prolongada ocorre. Este tipo de karategi é feito com tecidos mais leves do que 8 oz (onças).
Karategis de melhor qualidade são feitos com tecidos leves, de algodão, os quais suportam todas as trações de um treinamento intenso e rigoroso, sem restringir a mobilidade do carateca. Geralmente, tais karategis usam tecido de algodão de pelo menos 10 oz.
Os praticantes mais avançados parecem preferir o uso de tecidos mais pesados. Alguns fabricantes oferecem karategis feitos com tecidos de até 16 oz, mas a norma é usar karategis feitos com tecido de algodão com 12 ou 14 oz. As razões pelas quais os praticantes mais avançados preferem karategis feitos de tecidos mais pesados é que eles tem uma durabilidade maior e os tecidos mais grossos permitem lidar melhor com a transpiração. Não é incomum um praticante de artes marciais se sentir mais confortável com um karategi mais pesado, comparado aos karategis mais baratos feitos de tecidos mais finos.

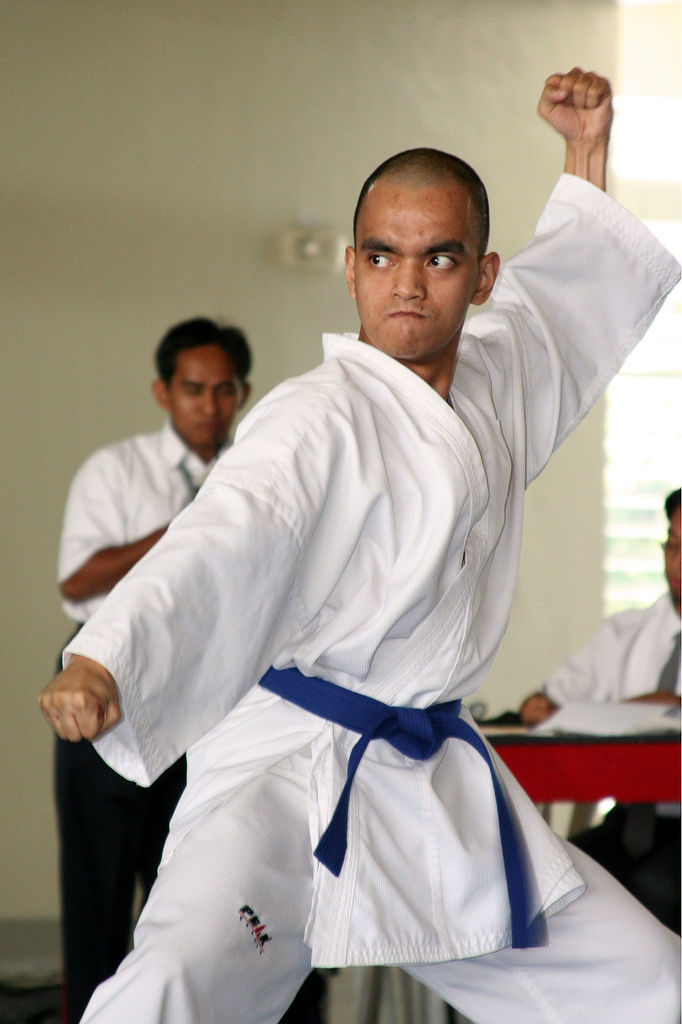
Um carateca a usar um karategi

Os diferentes estilos de caratê têm uniformes levemente diferentes, apesar de todos partilharem do mesmo desenho básico, diferindo somente nos comprimentos das calças e das mangas e da parte inferior do uwagi (jaqueta). Muitos caratecas tendem a usar uma faixa (Obi) muito mais longa do que as usadas no judô e em outras artes marciais.
Karategis são algumas vezes usados na prática de outras artes mariciais, tal como o jiu-jitsu, quando os particantes são muito jovens e estão ainda em fase de crescimento e, em poucos anos seus uniformes se tornarão pequenos e apertados. Apesar de o karategi ter uma durabilidade menor comparada com o judogi, seu custo também é menor, o que compensa o seu uso até que o crescimento do atleta se estabilize.

## História
O uniforme foi introduzido no caratê por Sensei Gichin Funakoshi, por sugestão do Sensei Jigoro Kano.
Sensei Kano padronizou a roupa de treinamento do judô baseado num vetusto uniforme usado no treinamento tradicional de jiu-jitusu[a], logo no alvorecer do século XX. A faixa, ou obi, veio da prática de os judocas usarem faixas de tecido pretas, para firmarem suas roupas ao corpo durante o treino.
Devido ao facto de os dois grandes mestres serem grandes amigos, bem como interessados nas artes um do outro, ambos compartilhavam ideias e sugestões. Assim, por sugestão de Jigoro Kano, Gichin Funakoshi adoptou a mesma roupa, só que adaptada, para os treinos de caratê também. Além disso, como o carategui é idêntico ao judogui, a aceitação do caratê no resto do arquipélago japonês foi melhorada. Ao retornar a Okinawa, Sensei Funakoshi levou o uniforme, o qual se disseminou perante os demais estilos e dojôs da luta.